# Santiago Solari
Santiago Hernán Solari Poggio (Rosario, 7 oktober 1976) is een voormalig Argentijns voetballer en voetbaltrainer. Solari is een van de weinige spelers die zowel de CONMEBOL Libertadores als de UEFA Champions League wist te winnen.

## Carrière

### Voetballer
Santiago Solari begon zijn voetbalcarrière bij Newell's Old Boys in de Argentijnse Primera División. Hiervoor debuteerde hij echter niet, hij maakte zijn debuut in de hoogste divisie pas in 1996 toen hij uitkwam voor River Plate, een Argentijnse grootmacht.
Tijdens zijn derde seizoen vertrok hij tussentijds naar Spanje om uit te komen voor Atlético Madrid in de Primera División. Toen de ploeg in 2000 degradeerde, vertrok Solari zoals zoveel van zijn ploeggenoten naar een andere club.
Solari werd aangetrokken door Real Madrid op aanraden van zijn aangetrouwde neef, Fernando Redondo. Solari verbleef hier vijf jaar als supersub en maakte in die tijd 130 optredens, waarvan "slechts" 52 als basisspeler.
In 2005 werd de middenvelder min of meer gedwongen te vertrekken naar Inter Milan, dat al enkele jaren gecharmeerd was van de buitenspeler. Bij Inter speelde Solari echter sporadisch en kwam hij ook vaak niet van de reservebank af.
In 2008 keerde hij terug naar zijn geboorteland en tekende bij San Lorenzo. Daar verbleef hij een seizoen en kwam hij 24 keer in actie.
In de zomer van 2009 besloot hij net zoals zijn vader naar Mexico te vertrekken. Hij tekende een contract bij Atlante waar zijn vader, Eduardo Solari, ooit trainer was geweest.
Na een seizoen bij Atlante tekende hij in september 2010 transfervrij een eenjarig contract bij Peñarol, om vervolgens korte tijd later zijn voetballoopbaan te beëindigen.
Solari kwam elf keer uit voor Argentinië, waarin hij eenmaal scoorde.

### Voetbaltrainer

#### Real Madrid
Solari startte zijn trainerscarrière in 2013 bij de jeugd van Real Madrid. Voor het seizoen van 2016/17 werd Solari aangesteld als hoofdtrainer van Real Madrid B, uitkomend in de Segunda División B. Op 29 oktober 2018 werd Solari aangesteld als interim-trainer van Real Madrid na het ontslag van Julen Lopetegui. Op 13 november 2018 werd Solari, na eerder kortstondig interim-trainer geweest te zijn, tot de zomer van 2021 vastgelegd als nieuwe hoofdtrainer van Real Madrid. Op 22 december 2018 won Solari met Real Madrid de FIFA Club World Cup door in de finale Al-Ain met 4-1 te verslaan. Op 11 maart 2019 werd Solari, zes dagen na de verloren achtste finale in de UEFA Champions League tegen Ajax, ontslagen als trainer van Real Madrid. In november 2019 keerde hij terug bij Real Madrid als clubambassadeur.

#### Club América
Eind december 2020 werd Solari aangesteld als hoofdtrainer van de Mexicaanse topclub Club América. Op 28 oktober 2021 verloor Solari met Club América de CONCACAF Champions League-finale van Monterrey.

### Voetbalbestuurder
In december 2023 werd bekend dat Solari terug zou keren in een officiële rol bij Real Madrid. Ditmaal zou hij aantreden als directeur voetbalzaken van de Spaanse recordkampioen.

## Statistieken
| Seizoen | Club            | Land                | Competitie       | Wedstrijden | Doelpunten |
| ------- | --------------- | ------------------- | ---------------- | ----------- | ---------- |
| 1996/97 | River Plate     | Vlag van Argentinië | Primera División | 24          | 2          |
| 1997/98 | River Plate     | Vlag van Argentinië | Primera División | 26          | 6          |
| 1998/99 | River Plate     | Vlag van Argentinië | Primera División | 15          | 5          |
| 1998/99 | Atlético Madrid | Vlag van Spanje     | Primera División | 12          | 1          |
| 1999/00 | Atlético Madrid | Vlag van Spanje     | Primera División | 33          | 6          |
| 2000/01 | Real Madrid     | Vlag van Spanje     | Primera División | 14          | 1          |
| 2001/02 | Real Madrid     | Vlag van Spanje     | Primera División | 28          | 1          |
| 2002/03 | Real Madrid     | Vlag van Spanje     | Primera División | 28          | 0          |
| 2003/04 | Real Madrid     | Vlag van Spanje     | Primera División | 34          | 5          |
| 2004/05 | Real Madrid     | Vlag van Spanje     | Primera División | 27          | 3          |
| 2005/06 | Internazionale  | Vlag van Italië     | Serie A          | 13          | 1          |
| 2006/07 | Internazionale  | Vlag van Italië     | Serie A          | 21          | 1          |
| 2007/08 | Internazionale  | Vlag van Italië     | Serie A          | 5           | 0          |
| 2008/09 | San Lorenzo     | Vlag van Argentinië | Primera División | 26          | 4          |
| 2009/10 | Atalante        | Vlag van Mexico     | Primera División | 33          | 5          |
| 2010/11 | Peñarol         | Vlag van Uruguay    | Primera División | 9           | 0          |

## Erelijst
Als speler
 River Plate
- CONMEBOL Libertadores: 1996
- Supercopa Libertadores: 1997
- Primera División: Apertura 1996, Clausura 1997, Apertura 1997

 Real Madrid
- UEFA Champions League: 2001/02
- UEFA Super Cup: 2002
- Intercontinental Cup: 2002
- Primera División: 2000/01, 2002/03
- Supercopa de España: 2001, 2003

 Internazionale
- Serie A: 2005/06, 2006/07, 2007/08
- Coppa Italia: 2005/06
- Supercoppa Italiana: 2005, 2006

Als trainer
 Real Madrid
- FIFA Club World Cup: 2018

## Privé
Solari komt uit een voetbalfamilie. Zijn vader Eduardo en twee van zijn broers, Esteban en David, waren ook voetballer.
Zijn oom Jorge speelde voor diverse clubs gedurende zijn carrière, waarvan vijf seizoenen bij River Plate. Zijn nicht Natalia trouwde met Fernando Redondo, die ook speelde voor Real Madrid.